# Podoctellus
Podoctellus is een geslacht van hooiwagens uit de familie Podoctidae.
De wetenschappelijke naam Podoctellus is voor het eerst geldig gepubliceerd door Roewer in 1949. 

## Soorten
Podoctellus is monotypisch en omvat slechts de volgende soort:
- Podoctellus johorensis